# Companhia Ferro-Carril da Vila Isabel
A Companhia Ferro-Carril da Vila Isabel foi uma empresa de transporte público na cidade do Rio de Janeiro, no Brasil.

## História
Foi organizada em 1872 pelo Barão de Drummond com mais dois sócios, os Drs. Joaquim Rodrigues de Oliveira e Carlos Frederico Taylor.  No ano seguinte (1873) entrou em funcionamento a sua primeira linha, da atual Praça Tiradentes ao portão da antiga Fazenda dos Macacos, de cujo loteamento se originou o bairro de Vila Isabel. 
Em 1884 três linhas da companhia ligavam três bairros: Vila Isabel, Andaraí e Engenho Novo. Para identificar a linha eram usadas tabuletas iluminadas com cores específicas:
- a linha de Vila Isabel, de cor verde;
- a linha do Andaraí, de cor azul; e
- a linha do Engenho Novo, de cor vermelha;

Esse sistema de lanternas de diferentes cores facilitava a vida dos usuários, em sua maior parte trabalhadores sem escolaridade, e também evitava acidentes noturnos.
Os bondes tinham várias paradas. Uma das mais importantes era o chamado "Ponto de 100 Réis" na altura da atual Praça Maracanã. Esse nome devia-se ao fato de que, quando o bonde chegava a este ponto, o seu cobrador gritava - "Ponto de passagens de 100 réis!", após o que os usuários deveriam adquirir uma nova passagem caso desejassem seguir viagem.
Em 1889 a Companhia foi adquirida pelo Banco da República, em razão de problemas financeiros.